# United States Golf Association
United States Golf Association (USGA) je americká národní asociace golfových hřišť a klubů a řídící orgán golfu pro Spojené státy a Mexiko. USGA, spolu s britským The R&A, vydává a interpretuje pravidla golfu. USGA také provozuje národní handicapový systém pro hráče golfu, pořádá 14 národních golfových šampionátů včetně U.S. Open, U.S. Women's Open a U.S. Senior Open a testuje pro výrobce golfové vybavení, zda odpovídá regulacím. Sídlo USGA a Muzea USGA se nachází ve městě Liberty Corner v New Jersey.